# Richard Perrey

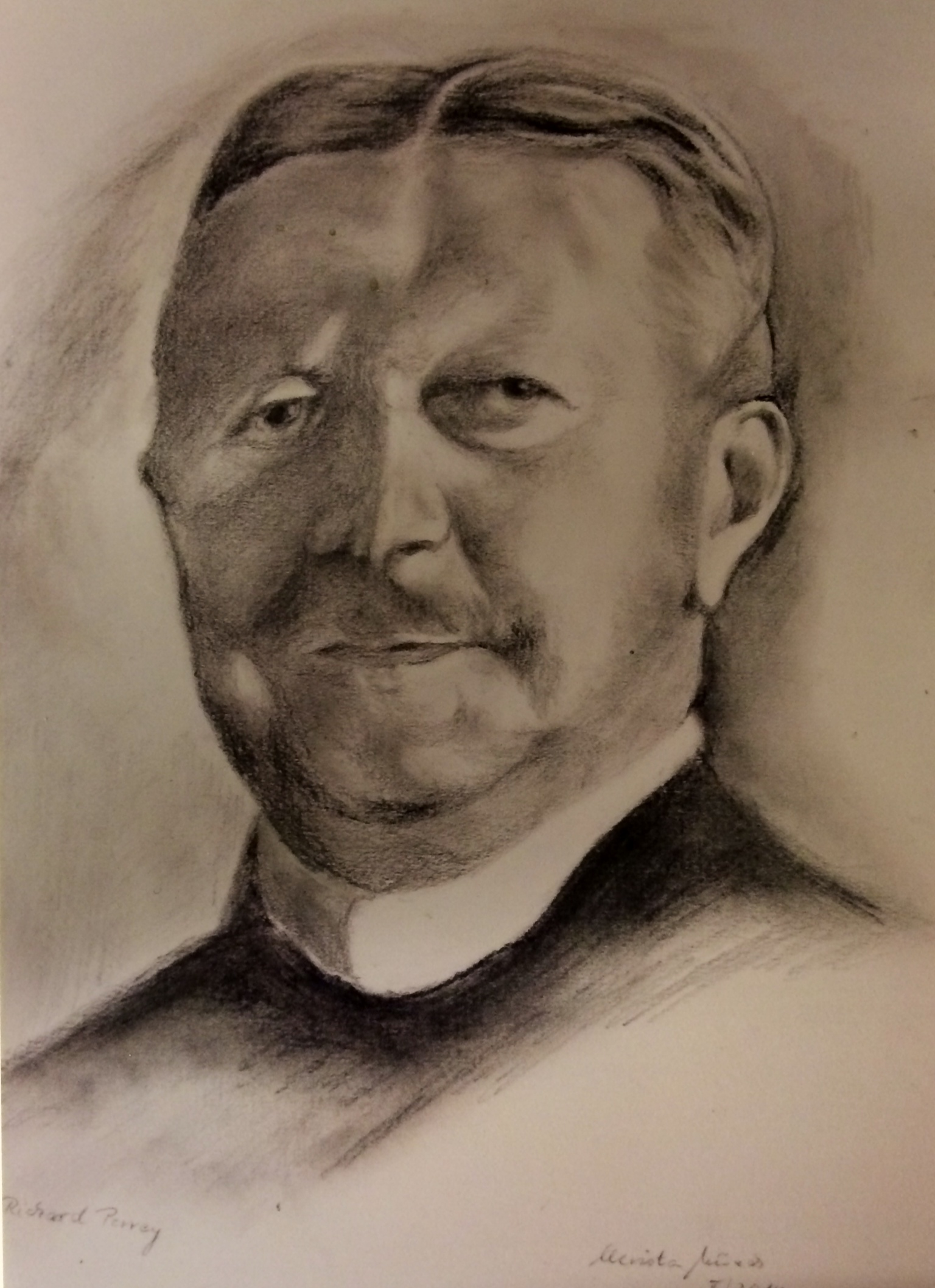
Richard Perrey (Porträt von Christa Münch, II/2014)

Richard Perrey (* 6. Juni 1866 in Stettin; † 27. November 1937 in Mannheim) war ein deutscher Architekt und Baubeamter. Er prägte Anfang des 20. Jahrhunderts als Leiter des städtischen Hochbauamts entscheidend das Mannheimer Stadtbild.

## Leben
Perrey studierte an der Technischen Hochschule München und der Technischen Hochschule Berlin-Charlottenburg. Die praktische Ausbildung absolvierte er als Regierungsbauführer (Referendar) bei der preußischen Kreisbauinspektion Stettin und wurde nach bestandenem 2. Staatsexamen 1898 als Stadtbaumeister in Stettin angestellt. 1900 wurde er Stadtbauinspektor in Breslau.
Als Perrey 1902 die Stelle als Vorstand des Hochbauamts in Mannheim antrat, wurde von ihm eine grundlegende Reform der Behörde erwartet. Mit seinen Neuerungen konnte er die Stadtväter überzeugen und übernahm die Leitung aller wichtigen Bauvorhaben der Stadt. Die bereits im Bau befindlichen Projekte vollendete er noch im Sinne seiner Vorgänger. Seine norddeutsche Herkunft prägte jedoch sein weiteres Schaffen, indem er die Neogotik in Mannheim einführte und mehrere Gebäude mit Backsteinfassade erbaute. Jedoch legte er stets Wert darauf, dass sich seine neuen Gebäude in den barocken Charakter der Stadt einpassten. So konnte er bis zum Ende seiner Amtszeit 1918 eine Vielzahl an Projekten verwirklichen, darunter das Herschelbad, die Schulgebäude um den Wasserturm Luzenberg und die Alte Feuerwache. Sein autoritärer Führungsstil und seine angebliche Kompromisslosigkeit in Baufragen führten dazu, dass er nicht überall beliebt war und aufgrund seiner monumentalen Gebäude auch als „Festungsbaumeister“ bezeichnet wurde. Seine Nachfolger waren Karl Roth und Josef Zizler. Bis 1923 war er jedoch weiter bei der Stadt Mannheim angestellt und vollendete begonnene Neubauten, darunter die Städtischen Krankenanstalten.
Nach dem Ausscheiden aus dem Dienst kritisierte er die Entwicklung der Architektur scharf, die Flachdächer des Neuen Bauens widersprachen seinem ästhetischen Empfinden, und er meinte, dass man auch in Mannheim bald „von dem Wahn des flachen Daches“ geheilt sein werde.

## Stadtbildprägende Bauwerke

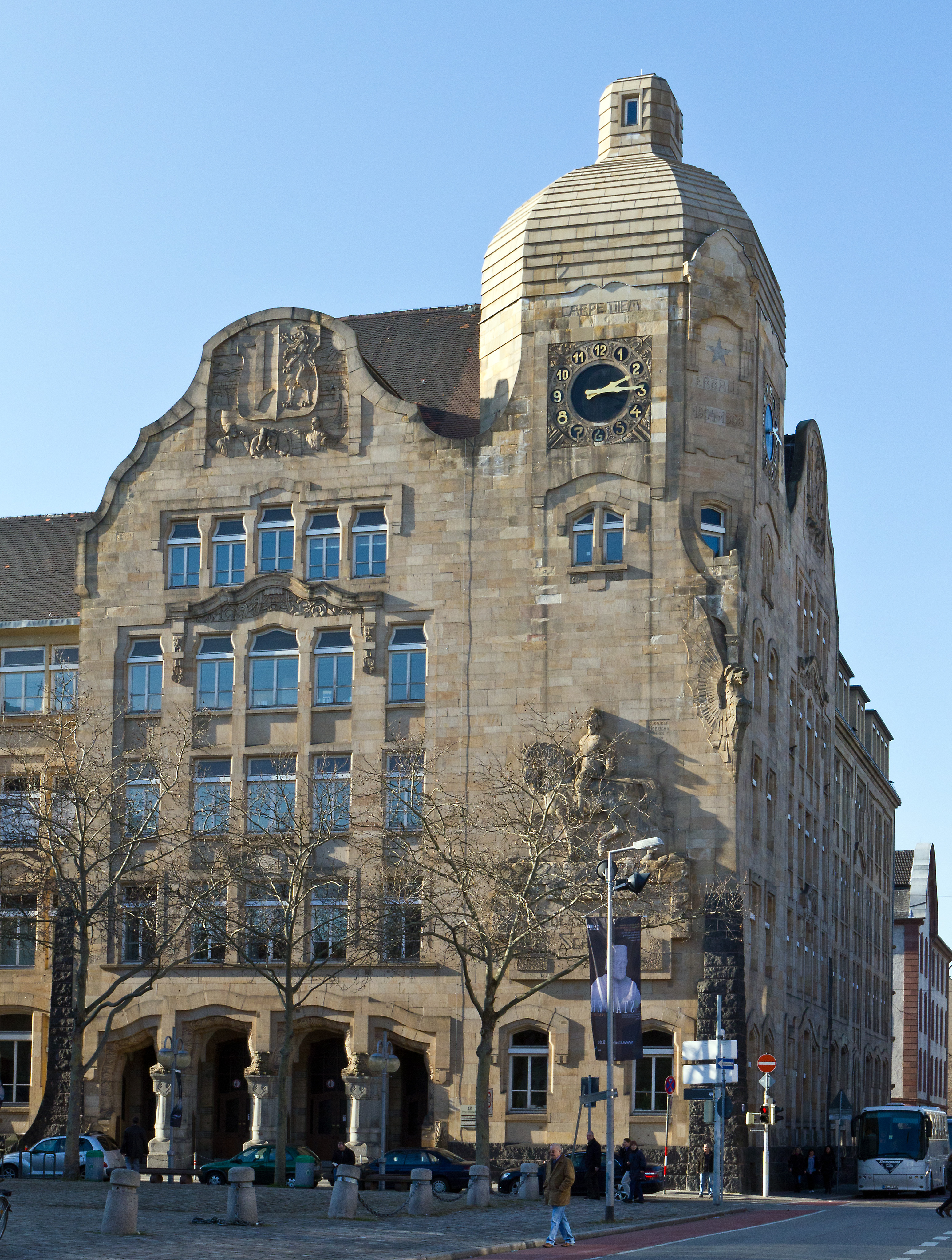
Friedrich-List-Schule (1904–1906)
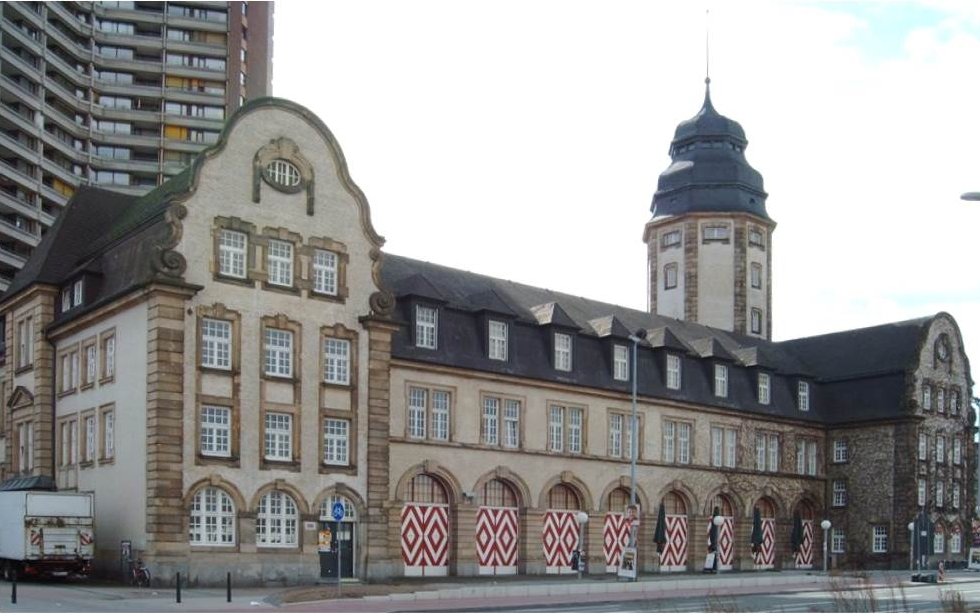
Alte Feuerwache (1911–1912), heute Kultur- und Veranstaltungszentrum
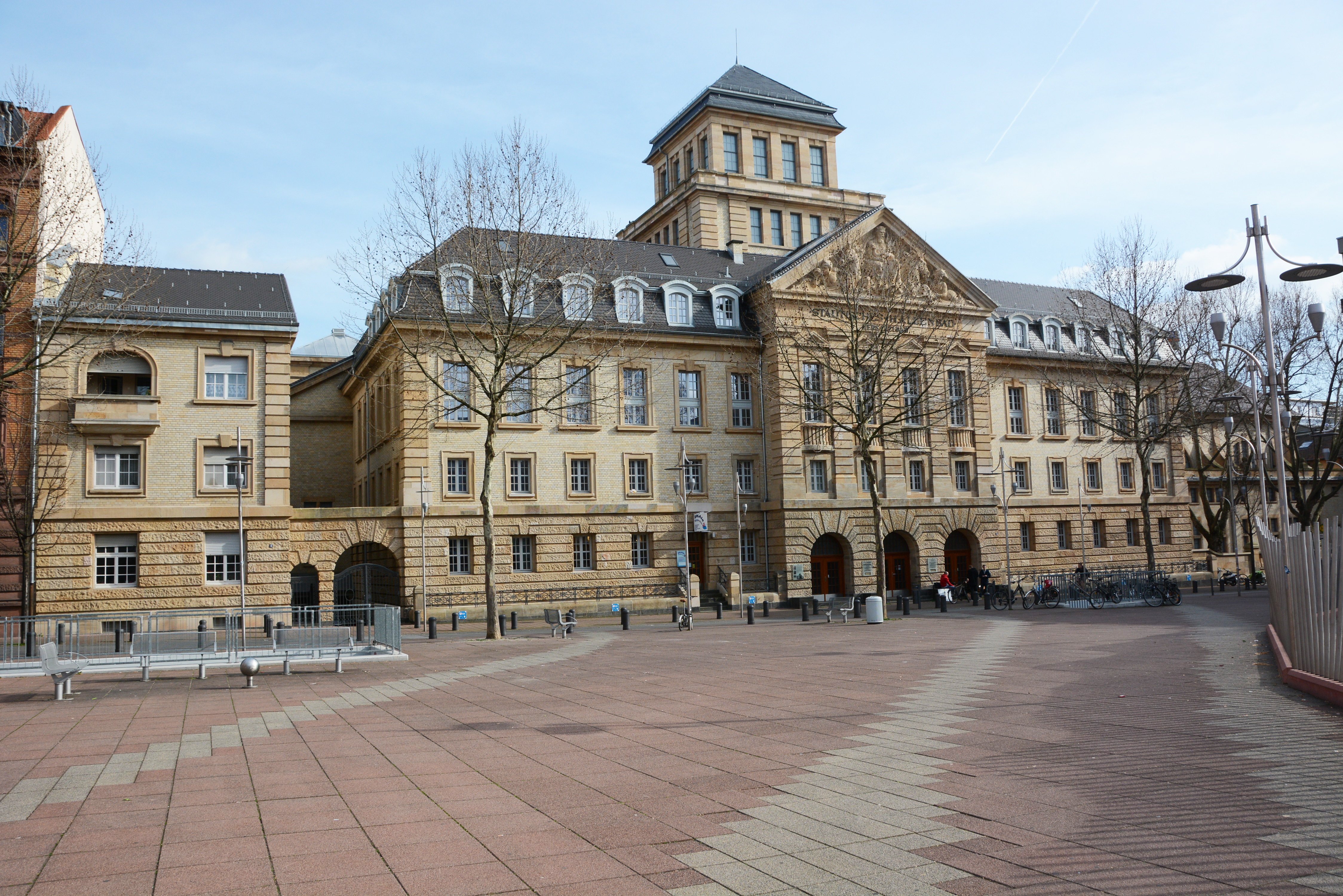
Herschelbad (1912–1916)
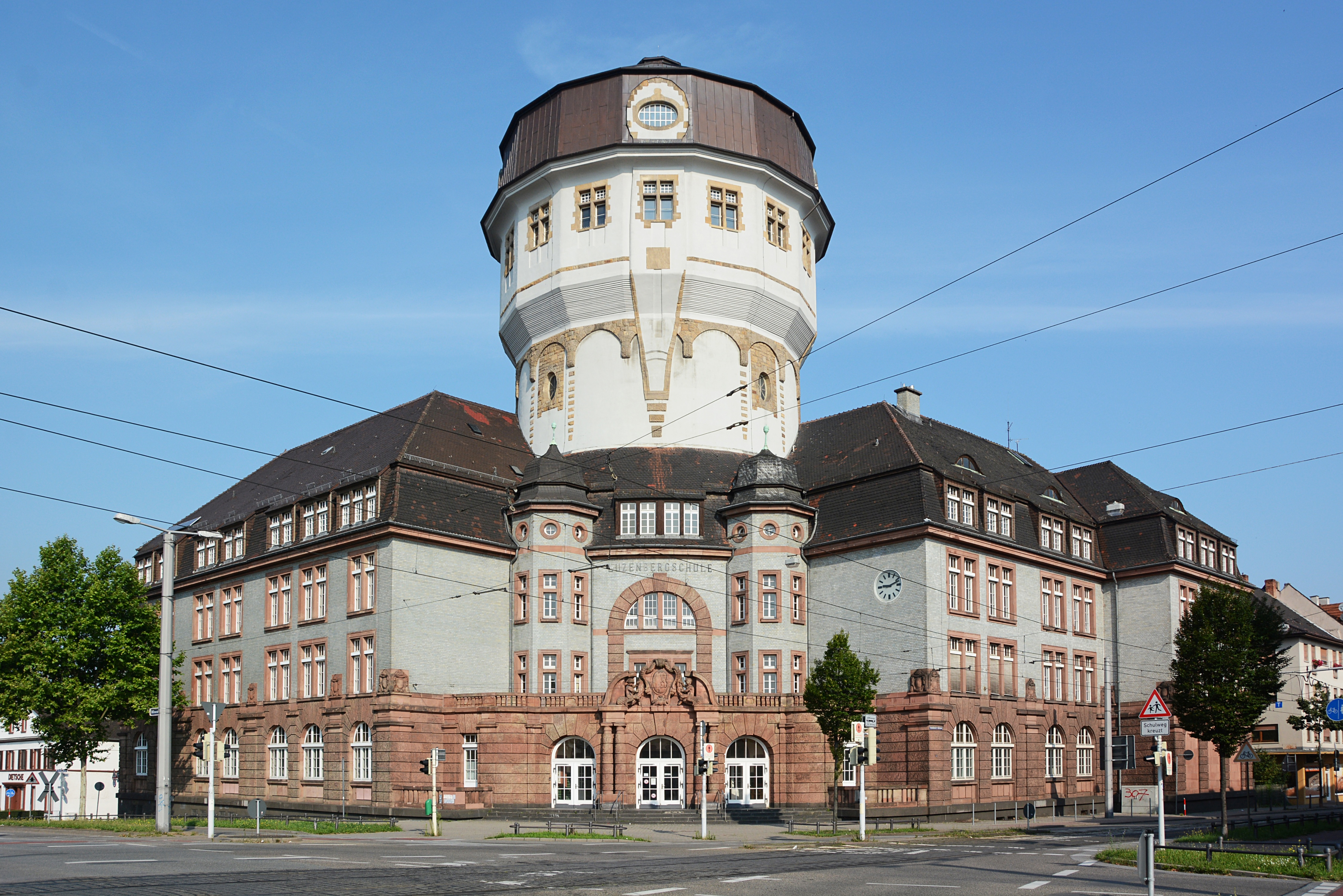
Luzenbergschule (1913–1915), als Erweiterung um den Wasserturm Luzenberg
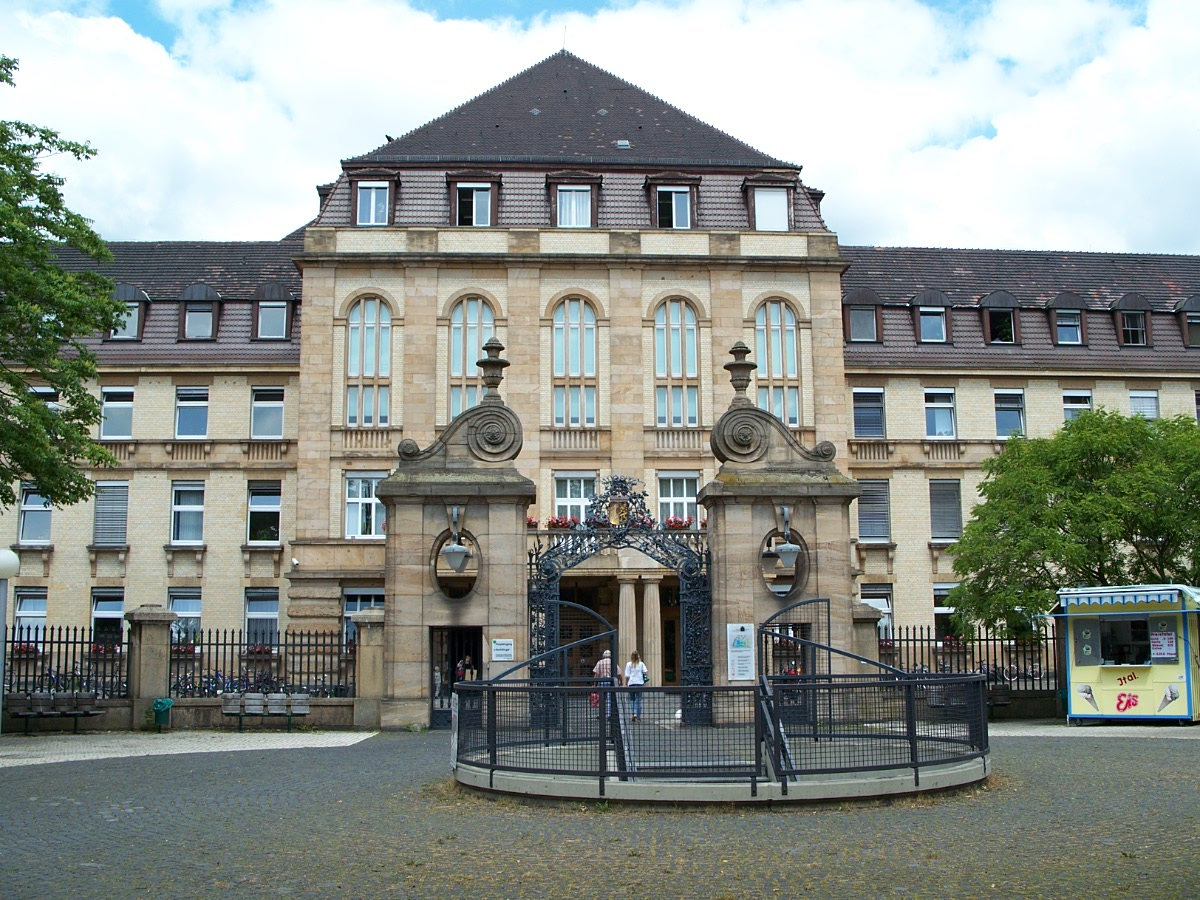
Städtische Krankenanstalten, heute Universitätsklinikum (1913–1922)